# Asialeyrodes dorsidemarcata
Asialeyrodes dorsidemarcata es un hemíptero de la familia Aleyrodidae, con una subfamilia: Aleyrodinae.
Fue descrita científicamente por primera vez por Singh en 1932.